# Jacob Laurens den Hollander
Jacob Laurens den Hollander (Axel, 2 mei 1916 – Katwijk, 15 juni 1997) was een Nederlands officier bij de Marine Luchtvaartdienst. Voor zijn inzet als commandant van een vliegboot in Nederlands-Indië werd hij in 1941 onderscheiden met het Vliegerkruis. Later ontving hij voor zijn 63 oorlogsvluchten boven de Indische Oceaan en 31 bombardementsvluchten boven bezet Europa een tweede Vliegerkruis.
Hij verliet de dienst als schout-bij-nacht vlieger-waarnemer. Jacob Laurens den Hollander was de broer van Leendert Johannes den Hollander. 

## Onderscheidingen
- Ridder in de Orde van de Nederlandse Leeuw (NL.3)
- Officier in de Orde van Oranje-Nassau (ON.4) met Zwaarden
- Vliegerkruis op 21 maart 1944[2] en 8 november 1946[1]
- Oorlogsherinneringskruis met drie gespen
- Ereteken voor Orde en Vrede met twee gespen
- Kruis voor Langdurige Eervolle Dienst als officier
- Huwelijksmedaille 1966
- Medaille voor Militaire Verdienste Eerste Klasse van Portugal
- Belgische Kroonorde met Palm
- Belgisch Oorlogskruis met Palm
- Braziliaanse Medaille voor Bijzondere Verdienste voor de Marine
- Grootofficier in de Orde van Aviz.